# Wolfgang Düsing
Wolfgang Düsing (* 1938) ist ein deutscher Germanist.

## Leben
Er studierte an den Universitäten Köln und Zürich, promovierte 1967 an der Universität Köln und habilitierte sich 1975 an der Universität Mainz. Er war von 1976 bis 1983 an der Universität Trier und von 1983 bis 2004 an der Universität Mainz als Professor für Neuere deutsche Literaturgeschichte.

## Schriften (Auswahl)
- Friedrich Schiller: Über die ästhetische Erziehung des Menschen in einer Reihe von Briefen. Text, Materialien, Kommentar. München 1981, ISBN 3-446-13005-5.
- Erinnerung und Identität. Untersuchungen zu einem Erzählproblem bei Musil, Döblin und Doderer. München 1982, ISBN 3-7705-2048-3.
- als Herausgeber: Experimente mit dem Kriminalroman. Ein Erzählmodell in der deutschsprachigen Literatur des 20. Jahrhunderts. Berlin 1993, ISBN 3-631-45122-9.
- als Herausgeber: Aspekte des Geschichtsdramas. Von Aischylos bis Volker Braun. Tübingen 1998, ISBN 3-7720-1847-5.